# Marquard Bohm
Marquard Bohm (* 27. Juni 1941 in Hamburg; † 3. Februar 2006 in Wetter (Ruhr)) war ein deutscher Schauspieler.

## Leben
Marquard Bohm war der Sohn des Obersenatsrats Walter Bohm und der Studienrätin Hildegard Bohm, geb. Precht, sowie der jüngere Bruder des Schauspielers und Regisseurs Hark Bohm. Aufgewachsen auf Amrum, besuchte er das Christianeum in Hamburg, das Landschulheim am Solling sowie schließlich das Wilhelm-Gymnasium in Hamburg bis zur zwölften Klasse. In Detmold begann er eine Gärtnerlehre. Dann arbeitete er in verschiedenen Berufen, unter anderem im Hamburger Hafenkrankenhaus, als Transportarbeiter und zwei Jahre als Volontär bei den Geyer-Kopierwerken in Hamburg-Rahlstedt. Nebenher betätigte er sich als Statist und kam in Kontakt mit jungen Hamburger Filmemachern. 1966 übernahm er in dem 30-minütigen Spielfilm Na und ..? die Hauptrolle als junger Arbeitsloser.
Seine Tendenz zum lakonischen, lässigen Unterspielen brachte ihm den Ruf eines „deutschen Belmondo“ ein. Bohm wurde einer der bekanntesten Darsteller des Jungen Deutschen Films. Durch seine Arbeit mit Rainer Werner Fassbinder in Der amerikanische Soldat und in Wildwechsel wurde er international bekannt. Er arbeitete auch mit seinem Bruder Hark Bohm wie auch Rudolf Thome, Wim Wenders und Helmut Herbst zusammen. Ab Mitte der 1970er Jahre wurde er ausschließlich in Nebenrollen eingesetzt.
Von 1986 bis 2000 war er am Schauspielhaus Bochum unter den Intendanten Frank-Patrick Steckel und Leander Haußmann tätig. Dort war er auf skurrile Nebenrollen spezialisiert, so in Inszenierungen von Jürgen Kruse und Frank Castorf.
Marquard Bohm starb nach längeren gesundheitlichen Problemen in Wetter (Ruhr) an Herzversagen.

## Filmografie (Auswahl)
- 1965: Der Fall Kapitän Behrens – Fremdenlegionäre an Bord, Regie: Wolfgang Staudte
- 1966: Intercontinental Express: Die goldene Gitarre, Regie: Lothar Kompatzki
- 1967: Na und …?, Darsteller, Co-Autor und Co-Regie mit Helmut Herbst
- 1969: Detektive, Regie: Rudolf Thome
- 1969: Brandstifter, Regie: Klaus Lemke
- 1969: Die Revolte, Regie: Reinhard Hauff
- 1969: Rote Sonne, Regie: Rudolf Thome
- 1970: Ein großer graublauer Vogel, Regie: Thomas Schamoni
- 1970: Deadlock, Regie: Roland Klick
- 1971: Supergirl – Das Mädchen von den Sternen, Regie: Rudolf Thome
- 1971: Warnung vor einer heiligen Nutte, Regie: Rainer Werner Fassbinder
- 1972: Liebe so schön wie Liebe, Regie: Klaus Lemke
- 1973: Zahltag, Regie: Hans Noever
- 1973: Tschetan, der Indianerjunge, Regie: Hark Bohm
- 1974: Angst essen Seele auf, Regie: Rainer Werner Fassbinder
- 1974: Ein bißchen Liebe, Regie: Veith von Fürstenberg
- 1974: Karl May, Regie: Hans-Jürgen Syberberg
- 1974: Output, Regie: Michael Fengler
- 1975: Faustrecht der Freiheit, Regie: Rainer Werner Fassbinder
- 1975: Umarmungen und andere Sachen
- 1976: Satansbraten, Regie: Rainer Werner Fassbinder
- 1976: Nordsee ist Mordsee, Regie: Hark Bohm
- 1976: Im Lauf der Zeit, Regie: Wim Wenders
- 1976/1977: Eierdiebe (späterer Titel: Schattenboxer), Regie: Michael Fengler
- 1978: Moritz, lieber Moritz, Regie: Hark Bohm
- 1979: Theodor Chindler
- 1980: Im Herzen des Hurrican
- 1980: Theo gegen den Rest der Welt, Regie: Peter F. Bringmann
- 1980: Berlin Alexanderplatz, Regie: Rainer Werner Fassbinder
- 1980: Endstation Freiheit, Regie: Reinhard Hauff
- 1981/1982: Eine deutsche Revolution, Regie: Helmut Herbst
- 1984: Zielscheiben, Regie: Volker Vogeler
- 1986–1989: Das Spinnennetz, Regie: Bernhard Wicki
- 1987: Der Joker Regie: Peter Patzak
- 1987: Der kleine Staatsanwalt, Regie: Hark Bohm
- 1988: Der Philosoph, Regie: Rudolf Thome
- 1989: Beim nächsten Mann wird alles anders, Regie: Xaver Schwarzenberger
- 1989: 10 Minuten Berlin, Regie: René Perraudin
- 1993: Die Denunziantin, Regie: Thomas Mitscherlich
- 1995: Das Geheimnis, Regie: Rudolf Thome
- 1995: Cuba Libre, Regie: Christian Petzold
- 1997: Just Married, Regie: Rudolf Thome
- 1997: Tatort-Tod aus dem All
- 1998: Dealer, Regie: Thomas Arslan
- 1999: Die Häupter meiner Lieben, Regie: Hans-Günther Bücking
- 2000: Paradiso – Sieben Tage mit sieben Frauen, Regie: Rudolf Thome
- 2000: L’Amour, l’argent, l’amour, Regie: Philip Gröning

## Auszeichnungen
- Internationale Filmfestspiele Berlin 2000: „Silberner Bär“ für herausragende künstlerische Leistung des Darstellerensembles in Paradiso – Sieben Tage mit sieben Frauen ausgezeichnet.